# Šuštarji
Šuštarji (znanstveno ime Pyrrhocoridae) so po vsem svetu razširjena družina stenic z več kot 300 vrstami. Opisanih je okrog 300 vrst v 30 rodovih. V nekaterih delih Evrope je zelo razširjena vrsta rdeči škratec (Pyrrhocoris apterus). Nekaj med njimi je pomembnih škodljivcev na kmetijskih in parkovnih rastlinah. Med industrijsko revolucijo v ZDA so hude težave povzročali šuštarji, ki se prehranjujejo z bombažem.

## Telesne značilnosti
So večinoma srednje velike do velike žuželke s podolgovatim telesom, največji dosežejo 3 cm v dolžino. Pogosto imajo rdeče-črn ali rumeno-črn vzorec obarvanosti. Združuje jih značilnost, da nimajo očesc (imajo torej samo sestavljene oči) in nekaj drugih morfoloških podrobnosti, recimo odsotnost metatorakalnih izvodil smradnih žlez. Mnogo vrst, med katerimi je poznani rdeči škratec, ima reducirana krila, pri tistih z normalno razvitimi krili pa je poznan pojav, ko samica med razvojem jajčec razgradi letalne mišice.

## Ekologija
Večina poznanih vrst se prehranjuje s semeni in plodovi. Razširjeni so v tropskih in subtropskih predelih, le nekaj vrst živi dlje od ekvatorja v območjih z zmernim podnebjem. Živijo v krošnjah ali v tleh, pogosto se združujejo v mešane skupine na drevesnih deblih, v katerih se živali grejejo. Le občasno se v populaciji pojavijo osebki z normalno razvitimi krili, s katerimi vrsta naseli nova območja (tak pojav je znan tudi pri drugih vrstah brez- ali kratkokrilih žuželk).
V Sloveniji živita dve vrsti, rdeči škratec ali šuštar (Pyrrhocoris apterus) in Pyrrhocoris marginatus.